# 1516

## Esdeveniments
Països Catalans
Resta del món
- 14 de març: Coronen a la catedral de Brussel·les a Carles V com a rei de Castella i d'Aragó.

- 24 d'agost: batalla de Mardj Dabik, en la qual el Soldanat Mameluc perd Síria en mans de l'Imperi Otomà.

## Naixements
Països Catalans
Resta del món
- 18 de febrer - Greenwich, Anglaterra: Maria I d'Anglaterra, reina d'Anglaterra i Irlanda (m. 1558).[1]
- 26 de març, Zúric (Suïssa): Conrad Gessner, zoòleg, botànic i bibliògraf, pioner de la zoologia i la bibliografia modernes (m. 1565)[2]

## Necrològiques
Països Catalans
- 22 de gener - Madrigalejo, (Càceres) - Ferran el Catòlic (n. 1452).

Resta del món
29 de novembre - Venècia: Giovanni Bellini, també conegut pel seu sobrenom de Giambellino pintor italià del Renaixement, considerat el principal representant del Quattrocento al Vèneto (n. 1424).